# Nine Mile River
Nine Mile River är ett vattendrag i Kanada.   Det ligger i provinsen Ontario, i den sydöstra delen av landet, 500 km väster om huvudstaden Ottawa.
Trakten runt Nine Mile River består till största delen av jordbruksmark. Runt Nine Mile River är det mycket glesbefolkat, med 7 invånare per kvadratkilometer.